# The Last Showgirl
The Last Showgirl (conocida también como La última gran actuación en Argentina) es una película independiente estadounidense de drama de 2024 dirigida por Gia Coppola y escrita por Kate Gersten. El guion fue adaptado por Gersten de su propia obra, Body of Work, que se basó en sus visitas al espectáculo de Las Vegas Jubilee! poco antes de su cierre en 2016. Fue protagonizada por Pamela Anderson, quien interpreta a una bailarina experimentada que debe planificar su futuro después de que el espectáculo cierre abruptamente. Los actores Jamie Lee Curtis, Dave Bautista, Brenda Song, Kiernan Shipka, Billie Lourd y Jason Schwartzman formaron parte del elenco principal.
La película tuvo su estreno mundial en el Festival Internacional de Cine de Toronto el 6 de septiembre de 2024 y estuvo previsto que se estrene en cines el 13 de diciembre de 2024. Recibió críticas generalmente positivas de los críticos, con un índice de aprobación del 80% en el sitio  Rotten Tomatoes y la interpretación de Anderson recibió numerosos elogios. Fue nominada en dos categorías en los Premios Globos de Oro; Mejor Actriz - Drama para Anderson y Mejor Canción Original por "Beautiful That Way", interpretada por Miley Cyrus. Curtis recibió una nominación en los Premios BAFTA a la mejor actriz de reparto.

## Sinopsis
Shelly Gardner es una bailarina de 57 años que ha actuado durante tres décadas en Le Razzle Dazzle, un clásico teatro de revista de estilo francés en un casino en Las Vegas Strip. Sus coprotagonistas en el espectáculo ahora incluyen a varias mujeres más jóvenes, incluidas Mary-Anne y Jodie, que ven a Shelly como una figura materna. La amiga mayor de Shelly, Annette, mantiene una estrecha relación con Shelly, a pesar de haber sido expulsada del espectáculo años antes, y ahora trabaja como camarera de cócteles.
Eddie, el productor del espectáculo, da la noticia de que Le Razzle Dazzle cerrará en dos semanas debido a la disminución de las ventas de entradas y será reemplazado por el espectáculo de circo neoburlesco más contemporáneo que ya se apoderó de sus noches más populares. Shelly está abatida por la noticia y ve el espectáculo de reemplazo como obsceno y estridente. Mary-Anne y Jodie comienzan a hacer audiciones para papeles en otros espectáculos, a pesar de las objeciones de Shelly de que son de clase baja y demasiado atrevidos. Sin medios para jubilarse y con pocos recursos, Shelly se preocupa por su sustento.
Shelly se da cuenta de que sus nuevos cheques de pago son más pequeños debido a que hay menos espectáculos con menos compradores de entradas, y le cobran una multa por romper su disfraz, lo que requirió que se pidiera una tela nueva. Shelly se comunica con Hannah, su hija semi-distanciada. Hannah vivió con amigos de la familia durante gran parte de su adolescencia y ahora es estudiante en Arizona. Hannah visita brevemente a Shelly en su casa, pero su reunión se ve empañada por la distancia emocional de Hannah y la falta de realismo de Shelly. Además, Shelly muestra falta de conocimiento de su hija, olvidando su edad y preguntándole si ha declarado una especialidad. Hannah rechaza la cena con Shelly esa noche, pero luego cambia de opinión y disfrutan de la compañía de la otra.
Más tarde, Hannah asiste al teatro de revista sin que Shelly lo sepa. Después, Hannah la confronta en el camerino, ofendida porque su madre priorizó el espectáculo en vez de cuidarla cuando era niña. Shelly se va furiosa y Hannah se encuentra brevemente con Eddie antes de irse. Jodie pasa por la casa de Shelly angustiada porque su propia madre no quiere hablar con ella, pero Shelly no se muestra empática y la rechaza. En el siguiente espectáculo, Jodie se niega a ayudar a Shelly a prepararse, lo que la lleva a rasgar parte de su disfraz y, en última instancia, perder su entrada, derrumbándose en el suelo detrás del escenario. Shelly invita a Eddie a cenar, donde habla de su futuro y sus sentimientos de alienación como mujer mayor, frustrada porque Eddie puede seguir trabajando para el casino como productor del nuevo espectáculo. A través de su conversación, se revela que Eddie es el padre de Hannah, un hecho que ninguno de los dos le ha revelado nunca a Hannah. Eddie da a entender su decepción por la educación de Hannah, mientras que Shelly condena a Eddie por no estar presente en la vida de Hannah.
Mientras tanto, Annette y su compañera camarera de cócteles, tienen sus turnos reducidos antes de tiempo para favorecer a las nuevas contrataciones más jóvenes. Annette aparentemente se emborracha mientras trabaja en el casino y comienza a bailar. Cuando aparece de nuevo con Shelly, revela que ha perdido su trabajo y necesita un lugar para vivir, ya que ha estado viviendo en su auto durante varias semanas. Le pide a Shelly que la deje vivir con ella y le promete que será solo temporal.
Shelly se presenta a una audición en la que también asiste Mary-Anne. La audición sale mal, ya que Shelly está claramente nerviosa y no está familiarizada con las audiciones modernas. El director detiene a Shelly antes de tiempo y le dice claramente que no es una bailarina talentosa, y que ahora ya es muy mayor y no reúne las características que están buscando. Shelly está destrozada y humillada, y Mary-Anne falta a su propia audición para consolarla y hacer que abandone el escenario. Antes de irse, Shelly ataca verbalmente a Mary-Anne en su dolor por haber entregado su vida por esta industria implacable, diciéndole que no es su madre y que no las ama.
Shelly le deja un mensaje de voz a Hannah pidiendo disculpas y parece reconciliarse con Jodie y Mary-Anne. En la última actuación de Le Razzle Dazzle, Shelly le dice a Eddie que está considerando mudarse a Arizona para poder estar presente en la graduación de Hannah, pero también considera la posibilidad de trabajar como camarera de cócteles como Annette. Shelly imagina a Hannah sonriéndole detrás del escenario y observándola emocionada entre el público con Eddie, pero no está claro si Hannah realmente la perdonó o si fue solo una manifestación de las esperanzas de Shelly.

## Reparto
- Pamela Anderson como Shelley Gardner
- Jamie Lee Curtis como Annette
- Dave Bautista como Eddie
- Brenda Song como Mary-Anne
- Kiernan Shipka como Jodie
- Billie Lourd como Hannah
- Jason Schwartzman como el director de casting

## Producción

### Guion
Kate Gersten adaptó el guion de su propia obra no producida Body of Work (desarrollada en Roundabout Theatre), que se había inspirado para escribir junto con sus visitas al espectáculo Jubilee! antes de que cerrara en 2016. Coppola dijo que la estructura de la obra les permitió mantener la historia contenida y crear una película íntima. Comenzó a colaborar con el productor y primo Robert Schwartzman en 2021, optando por un presupuesto modesto y un rodaje corto para mantener el control creativo: "Al mantener la intimidad, puedo mantener mi autonomía creativa. Cuando me encontré con la obra de Kate, se presta estructuralmente para hacer una película de esa manera. No hay muchas ubicaciones y un elenco pequeño, por lo que puedes estar aislado ".

### Rodaje
El casting de Pamela Anderson, Jamie Lee Curtis, Dave Bautista, Brenda Song, Kiernan Shipka y Billie Lourd se anunció en febrero de 2024 cuando finalizó el rodaje.  Coppola quería elegir a Anderson para el papel de Shelly después de ver su documental de 2023 Pamela, a Love Story. Envió el guion al entonces agente de Anderson, quien lo rechazó en una hora sin avisarle a Anderson. Luego, Coppola se puso en contacto con el hijo de Anderson, Brandon, a través de amigos en común, y se lo pasó a su madre, que en gran medida había renunciado a la actuación. Anderson dijo: "Me han dado muchos guiones en mi vida, pero nunca un desafío como este. No ves papeles como este cuando estás trabajando en traje de baño. Me sentí tan atraída por el personaje, escuché su voz en mi cabeza e imaginé todo. Pensé: ¡Oh! esto es lo que la gente dice cuando lee el material y sabe que tiene que hacerlo". Anderson comparó el estilo de la película y su confianza emocional con Coppola con las obras de John Cassavetes y Gena Rowlands. Curtis aceptó protagonizar la película cuando Coppola le dijo que Anderson interpretaría al personaje principal, ya que la actriz no es simpatizante de Las Vegas. De manera similar a Anderson y Curtis, Coppola pensó instantáneamente en Bautista para su papel después de recordar una conversación entre los dos de años antes sobre su deseo de papeles dramáticos.
La fotografía principal se llevó a cabo en locaciones de Las Vegas durante el transcurso de 18 días con un presupuesto de menos de $2 millones. Coppola se inspiró en vistas de no ficción de Las Vegas, desde documentales hasta el trabajo del difunto periodista y crítico de arte Dave Hickey, afirmando: "No busqué inspiración en películas para este proyecto; estaba buscando fotografía. Conocí este mundo por eso". Coppola se reunió con la directora de fotografía Autumn Durald Arkapaw, quien filmó su debut cinematográfico como directora en 2013, Palo Alto, así como Mainstream de 2020. Arkapaw filmó The Last Showgirl en película de 16 mm para capturar una calidad cruda y granulada, usando una cámara de mano y lentes anamórficas personalizadas. Las escenas con Curtis se filmaron primero, ya que solo tenía cuatro días disponibles para filmar en enero de 2024.
Los trajes de corista que lució el elenco en la película eran piezas de archivo diseñadas por Peter Menefee y Bob Mackie, algunas de las cuales se usaron en la revista real Jubilee!.

## Banda sonora
La banda sonora de la película fue escrita por Andrew Wyatt; Coppola le envió algunas imágenes fijas y lo invitó al rodaje de la película en Las Vegas para persuadirlo de unirse al proyecto. Wyatt vio el corte final de la película el día después de su actuación de "I'm Just Ken" en los Premios Óscar de 2024 y sugirió a Coppola incorporar una canción original en lugar de una canción de Dean Martin que estaba presente previamente al final de la película Se acercó a la artista sueca Lykke Li, ya que sintió que necesitaba una perspectiva femenina para acompañar los temas de la película; los dos se conocían desde hacía décadas. La canción de cierre de la película, "Beautiful That Way", fue interpretada por Miley Cyrus y escrita por Wyatt, Li y Cyrus. Wyatt estaba trabajando en el próximo álbum de estudio de Cyrus y sintió que su carrera de estrella infantil a músico adulta le brindaría una buena perspectiva al escribir la canción. La canción fue una adición de último momento a la película; Jamie Lee Curtis persuadió a Cyrus para que se involucrara en la ceremonia de 2024 cuando ambas fueron incluidos como Leyendas de Disney y Cyrus se puso en contacto con Wyatt al día siguiente. Wyatt pretendía que "Beautiful That Way" sonara como una canción de Patsy Cline. La balada se lanzó como sencillo el 9 de diciembre de 2024 y recibió una nominación a Mejor Canción Original en los Premios Globo de Oro. También fue nominada a Mejor Canción en los Premios Critics' Choice, pero no fue preseleccionada para Mejor Canción Original en los Premios Oscar, lo que fue ampliamente considerado como un desaire. La banda sonora fue lanzada digitalmente el 20 de diciembre de 2024, a través de Milan Records.

Todas las canciones escritas y compuestas por Andrew Wyatt, excepto donde se indique lo contrario. 
| The Last Showgirl (Original Motion Picture Soundtrack) |                                                                                          |          |  |
| N.º                                                    | Título                                                                                   | Duración |  |
| 1.                                                     | «The Last Showgirl»                                                                      | 1:38     |  |
| 2.                                                     | «Shelly's Dream»                                                                         | 1:36     |  |
| 3.                                                     | «Sparkle»                                                                                | 0:36     |  |
| 4.                                                     | «Bells in Heaven»                                                                        | 0:21     |  |
| 5.                                                     | «Rooftop Prelude»                                                                        | 0:55     |  |
| 6.                                                     | «A No Better Place to Go»                                                                | 1:35     |  |
| 7.                                                     | «Rooftop Night»                                                                          | 1:08     |  |
| 8.                                                     | «Gold Reflections from the Wynn»                                                         | 1:26     |  |
| 9.                                                     | «A No Better Place to Go, Pt. 2»                                                         | 1:58     |  |
| 10.                                                    | «Classifieds»                                                                            | 0:55     |  |
| 11.                                                    | «Break in the Clouds»                                                                    | 1:42     |  |
| 12.                                                    | «Shelly's Dream (Piano)»                                                                 | 0:53     |  |
| 13.                                                    | «Shelly's Dream (Reprise)»                                                               | 1:20     |  |
| 14.                                                    | «Razzle Dazzle»                                                                          | 1:56     |  |
| 15.                                                    | «Who to Blame»                                                                           | 1:49     |  |
| 16.                                                    | «Razzle Dazzle, Pt. 2»                                                                   | 2:48     |  |
| 17.                                                    | «True Romance»                                                                           | 0:44     |  |
| 18.                                                    | «Rooftop Reprise»                                                                        | 1:19     |  |
| 19.                                                    | «Dream Finale»                                                                           | 4:21     |  |
| 20.                                                    | «Beautiful That Way» (Intepretada por Miley Cyrus; escrita por Wyatt, Lykke Li, y Cyrus) | 2:20     |  |

## Recepción

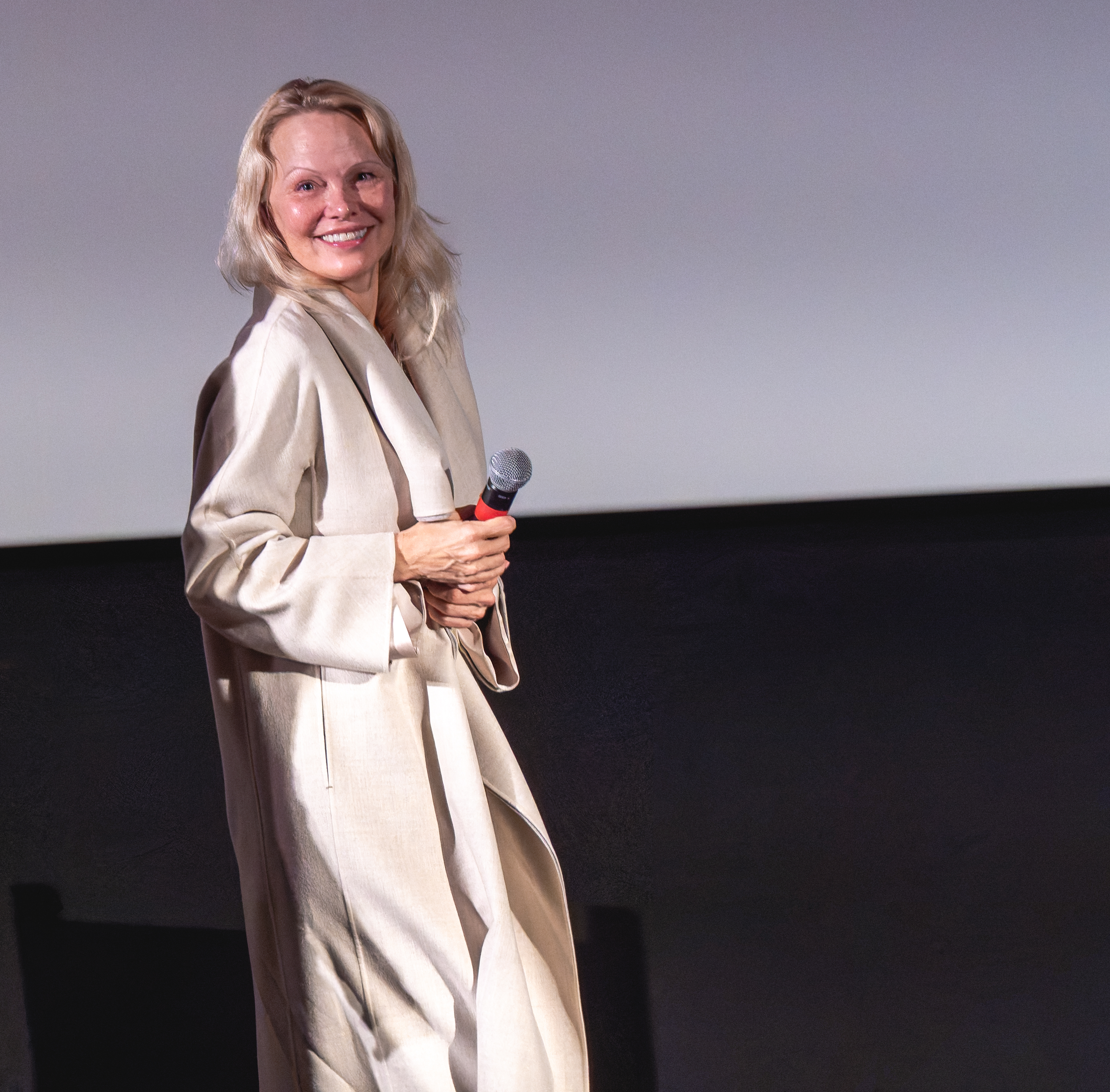
Pamela Anderson en una entrevista sobre la película en febrero de 2025. Su interpretación recibió elogios de la crítica, siendo considerada la mejor de su carrera.

### Crítica
En el sitio web de recopilación de reseñas Rotten Tomatoes, el 82% de las 60 reseñas de los críticos son positivas, con una calificación promedio de 6,9/10. El consenso del sitio web dice: "Una muestra melancólica de Pamela Anderson en un papel refrescante y dramático, The Last Showgirl rinde homenaje a la clase trabajadora de Las Vegas con una excelente colección de actuaciones".
Metacritic, que utiliza un promedio ponderado, le asignó a la película una puntuación de 71 sobre 100, basada en 12 críticos, lo que indica críticas "generalmente favorables".

### Premios y nominaciones
| Premio                                    | Fecha                    | Categoría                                                                            | Nominado/a                                                  | Resultado | Ref.   |
| ----------------------------------------- | ------------------------ | ------------------------------------------------------------------------------------ | ----------------------------------------------------------- | --------- | ------ |
| San Sebastián International Film Festival | 28 de septiembre de 2024 | Concha de Oro                                                                        | The Last Showgirl                                           | Nominado  | [ 17 ] |
| San Sebastián International Film Festival | 28 de septiembre de 2024 | Premio Especial del Jurado                                                           | Reparto de The Last Showgirl                                | Ganadores | [ 19 ] |
| Zurich Film Festival                      | 4 de octubre de 2024     | Premio Ojo Dorado                                                                    | Pamela Anderson                                             | Ganadora  | [ 20 ] |
| Newport Beach Film Festival               | 24 de octubre de 2024    | Narrativa Destacada                                                                  | The Last Showgirl                                           | Ganadora  | [ 21 ] |
| SCAD Savannah Film Festival               | 2 de noviembre de 2024   | Premio Marquee                                                                       | Pamela Anderson                                             | Ganadora  | [ 22 ] |
| Miami Film Festival                       | 3 de noviembre de 2024   | Premio al Arte de la Interpretación de la Luz                                        | Pamela Anderson                                             | Ganadora  | [ 23 ] |
| Hollywood Music in Media Awards           | 20 de noviembre de 2024  | Mejor canción original - película independiente                                      | "Beautiful That Way" – Miley Cyrus, Lykke Li y Andrew Wyatt | Ganadora  | [ 24 ] |
| Gotham Awards                             | 2 de diciembre de 2024   | Interpretación principal                                                             | Pamela Anderson                                             | Nominada  | [ 25 ] |
| Winter IndieWire Honors                   | 5 de diciembre de 2024   | Premio de interpretación                                                             | Pamela Anderson                                             | Ganadora  | [ 26 ] |
| Sun Valley Film Festival                  | 6 de diciembre de 2024   | Premio pionero                                                                       | Pamela Anderson y Gia Coppola                               | Ganadoras | [ 27 ] |
| Astra Film Awards                         | 8 de diciembre de 2024   | Mejor película independiente                                                         | The Last Showgirl                                           | Ganadora  | [ 28 ] |
| San Diego Film Critics Society            | 9 de diciembre de 2024   | Mejor diseño de vestuario                                                            | Jacqueline Getty y Rainy Jacobs                             | Nominadas | [ 29 ] |
| Las Vegas Film Critics Society            | 14 de diciembre de 2024  | Mejor canción                                                                        | "Beautiful That Way" – Miley Cyrus, Lykke Li y Andrew Wyatt | Ganadora  | [ 30 ] |
| St. Louis Film Critics Association        | 15 de diciembre de 2024  | Mejor Actriz                                                                         | Pamela Anderson                                             | Nominada  | [ 31 ] |
| Premios Globos de Oro                     | 5 de enero de 2025       | Mejor Actriz - Drama                                                                 | Pamela Anderson                                             | Nominada  | [ 32 ] |
| Premios Globos de Oro                     | 5 de enero de 2025       | Mejor canción original                                                               | "Beautiful That Way" – Miley Cyrus, Lykke Li y Andrew Wyatt | Nominada  | [ 32 ] |
| AARP Movies for Grownups Awards           | 11 de enero de 2025      | Mejor Actriz                                                                         | Pamela Anderson                                             | Nominada  | [ 33 ] |
| Hawaii Film Critics Society               | 13 de enero de 2025      | Mejor canción                                                                        | "Beautiful That Way" – Miley Cyrus, Lykke Li y Andrew Wyatt | Nominada  | [ 34 ] |
| Chicago Indie Critics Windie Award        | 18 de enero de 2025      | Mejor canción original                                                               | "Beautiful That Way" – Miley Cyrus, Lykke Li y Andrew Wyatt | Nominada  | [ 35 ] |
| Critics Choice Awards                     | 26 de enero de 2025      | Mejor Canción                                                                        | "Beautiful That Way" – Miley Cyrus, Lykke Li y Andrew Wyatt | Nominada  | [ 36 ] |
| Society of Composers & Lyricists          | 12 de febrero de 2025    | Mejor Canción Original para una Producción de Medios Visuales Dramática o Documental | "Beautiful That Way" – Miley Cyrus, Lykke Li y Andrew Wyatt | Nominada  | [ 37 ] |
| Make-Up Artists and Hair Stylists Guild   | 15 de febrero de 2025    | Mejor diseño de peinado contemporáneo                                                | Katy McClintock, Marc Boyle y Stephanie Hobgood             | Ganadores | [ 38 ] |
| Screen Actors Guild Awards                | 23 de febrero de 2025    | Mejor Actriz en Papel Principal                                                      | Pamela Anderson                                             | Nominada  | [ 39 ] |
| Screen Actors Guild Awards                | 23 de febrero de 2025    | Mejor Actriz de Reparto                                                              | Jamie Lee Curtis                                            | Nominada  | [ 39 ] |
| Premios BAFTA                             | 16 de febrero de 2025    | Mejor actriz de reparto                                                              | Jamie Lee Curtis                                            | Nominada  |        |